# 喜久田町割田
喜久田町割田（きくたまち わった）は、福島県郡山市の町丁である。郵便番号は個別に設定されておらず、963-0000を用いる。

## 地理
郡山市北部の喜久田地区に属する。東で日和田町高倉、南で喜久田町前田沢、喜久田町赤坂、東で喜久田町前田沢、北で本宮市関下とそれぞれ隣接する。喜久田前田沢中央部より分離新設された地区のうち北東側に位置し、一級水系阿武隈川水系五百川右岸支流大東沢川左岸最下流域の東北自動車道以東の平地を主な範囲とする。西側より一、二丁目が設置されている。全体が平地で占められ水田が広がり、民家はなく工場が一軒立地するのみである。喜久田町堀之内に所在する郡山北警察署喜久田駐在所、および喜久田町卸に所在する郡山消防署喜久田基幹分署がそれぞれ管轄にあたる。

### 河川・湖沼
一級水系阿武隈川水系
- 五百川（北端部の一部をかすめる）
  - 大東沢川

## 世帯数と人口
定住人口は無く、個別人口は集計されていない

## 小・中学校の学区
市立小・中学校に通う場合、学区は以下の通りとなる。
| 番地 | 小学校               | 中学校               |
| ---- | -------------------- | -------------------- |
| 全域 | 郡山市立喜久田小学校 | 郡山市立喜久田中学校 |

## 交通

### 道路
- 東北自動車道
  - 郡山ジャンクション（東北道上りオフランプ分岐車線のみ）
  - 五百川橋
- 福島県道296号荒井郡山線（北西端でかすめる）
  - 上関下橋

## 施設等
農業施設以外は自動車解体業者が一軒あるのみである。